# エグズメーション
エグズメーション(Exhumation)は、ギリシャのメロディックデスメタルバンド。ナイトレイジの中心人物のマリオス・イリオポウロス (G)が在籍したことで有名。

## 略歴
1990年に、パノス・ギアッツォグロウ (G)とジョン・ノクテリディス (Vo、B)の2名を中心に結成。その後、イェオルイェ・"ブラック"・シスマニディス (Ds)が加入した。同年中には、デモテープ『The Rebirth』をリリースする。しかし、徴兵制度によって、メンバーが兵役につくため、活動停止を余儀なくされる。
1994年に、兵役を終えたパノス・ギアッツォグロウとジョン・ノクテリディス、マリオス・イリオポウロス (G)、パンテリス・アタナシアディス (Ds)が加入し、活動を再開する。同年中に、2ndデモ『Deepest Side Of Fear』をリリースする。このデモがきっかけで、ブラジルのダイ・ハード・レコードと契約。またリリース後、キーボーディストのソマス・バイラクタリス (Key)が加入。1997年に、1stアルバム『Seas Of Eternal Silence』をリリースしデビューする。同アルバムは、エッジ・オブ・サニティ等の活動で知られるダン・スワノがプロデューサー・レコーディング・エンジニアとして参加した。その後、ソマス・バイラクタリスが脱退する。フランスのホーリー・レコードに移籍し、1998年に2ndアルバム『Dance Across the Past』をリリース。同アルバムから、フレドリック・ノルドストロームがプロデューサーを務めるようになる。また、同アルバムはアヴァロン・レーベルから、日本盤がリリースされ、日本デビューを果たす。
1999年に、3rdアルバム『Traumaticon』をリリースし、順調に活動しているかに見えたが、2000年に解散した。
解散後、マリオス・イリオポウロスは、同郷のギタリストで友人のガス・Gと共に、ナイトレイジを結成し、活動している。(ガス・Gは現在脱退している)

## メンバー

### 解散時のメンバー
- ジョン・ノクテリディス (John Nokteridis) - ボーカル、ベース
- パノス・ギアッツォグロウ (Panos Giatzoglou) - リズムギター
- マリオス・イリオポウロス (Marios Iliopoulos) - リードギター
ナイトレイジで活動中。
- パンテリス・アタナシアディス (Pantelis Athanasiadis) - ドラム

### 旧メンバー
- ソマス・バイラクタリス (Thomas Bairachtaris) - キーボード
- イェオルイェ・"ブラック"・シスマニディス (George "Black" Sismanidis) - ドラム

## ディスコグラフィー
- 1990年 The Rebirth (Demo)
- 1994年 Deepest Side Of Fear (Demo)
- 1997年 Seas Of Eternal Silence
- 1998年 ダンス・アクロス・ザ・パスト Dance Across the Past
- 1999年 トラウマティコン Traumaticon